# 산양역
산양역(山陽驛)은 경상북도 문경시 산양면 불암리에 위치한 경북선의 폐지된 철도역이다. 1970년대 당시에는 인근 지역에서 소풍을 오는 곳으로 이용객이 많았으나, 수요 감소로 인해 비둘기호 열차 운행이 폐지된 후 여객 취급이 중지되었으며, 폐역 후  플랫폼만 남아있다. 역 건물이 있던 역터는 공원으로 바뀌었다.

## 역사
- 1965년 12월 26일 : 역사 준공
- 1966년 1월 27일 : 배치간이역으로 영업 개시[1]
- 1972년 12월 26일 : 을종승차권대매소로 지정
- 1973년 1월 1일 : 무배치간이역으로 격하[2]
- 1983년 2월 1일 : 수소화물 취급 중지[3]
- 1985년 10월 19일 : 산양역사 철거
- 1998년 1월 1일 : 여객 취급 중지
- 2001년 7월 1일 : 폐역[4]